# Washington Mutual
Washington Mutual was een Amerikaanse bank die tijdens de kredietcrisis omviel.
De bank wordt ook wel aangeduid als WaMu en is opgericht in 1889. Zij was gevestigd in Seattle. Deze stad was getroffen door een grote brand en de bank werd opgericht om het herstel te versnellen. De bank beleefde moeilijke tijden tijdens de grote depressie en ging bijna failliet tijdens de Amerikaanse savings & loans-crisis van eind jaren '80 en begin jaren '90. 
Washington Mutual zocht de oplossing in een snelle groei door overnames en diversificatie. Het groeide uit tot een van de grootste hypotheeknemers van het land. In 2004 uitte de toezichthouder van de spaarbanken, de Office of Thrift Supervision, zijn zorgen over de snelle groei en twijfelde of WaMu alle acquisities wel aankon. De zorgen werden mede geuit omdat de resultaten begonnen te dalen.
Door de grote investeringen in dubieuze hypotheken ging de bank in september 2008 ten onder. De toezichthouder, de Federal Deposit Insurance Corporation (FDIC), greep in en de activa van de bank werden overgenomen voor 1,9 miljard dollar door JP Morgan Chase. Door de overname van WaMu had JP Morgan Chase direct extra eigen vermogen nodig om aan de kapitaaleisen van de toezichthouders te voldoen. Ondanks de moeilijke marktomstandigheden van dat moment, wist de bank binnen 24 uur voor US$ 11,5 miljard aan nieuw kapitaal aan te trekken. Na de emissie voldeed de bank ruimschoots aan de minimumeisen.
WaMu had op dat moment meer dan US$ 300 miljard aan leningen uitstaan, waarvan zo'n 10% oninbaar. Aandeel- en obligatiehouders van WaMu verloren zo'n US$ 30 miljard ondanks de overname door JP Morgan Chase. Het was veruit de grootste Amerikaanse bank die is omgevallen in de geschiedenis. Een paar dagen later werd deze eerste plaats alweer overgenomen door Wachovia.